# Župa
Un župa es un tipo histórico de división administrativa en el Sudeste de Europa y Europa Central, que se originó en la cultura medieval eslava del sur, comúnmente traducida como «parroquia», más tarde sinónimo de «kotar», comúnmente traducido como «condado». Fue mencionado por primera vez en el siglo viii. Inicialmente fue utilizado por los eslavos meridionales y occidentales, denotando varias unidades territoriales de las cuales el jefe era el župan. En bosnio moderno, croata y esloveno, el término župa también significa una parroquia eclesiástica, mientras que el término županija se usa en Bosnia y Croacia (en Bosnia también kanton como sinónimo) para unidades organizativas estatales inferiores.

## Etimología
La palabra župa o zhupa (eslovaco, checo, serbocroata y búlgaro: жупа; adoptado en húngaro: ispán y traducido al griego como ζουπανία (zoupania, «tierra gobernada por un župan»)), se deriva del eslavo. Su equivalente latino medieval era en latín: comitatus. Se traduce principalmente como «condado» o «distrito». Según Kmietowicz, parece que la organización territorial se había creado en los territorios polacos antes de las migraciones eslavas. Algunas naciones eslavas cambiaron su nombre a «opole», «okolina», «kraj» y «vierw», pero ha sobrevivido en župan. Algunos eruditos consideran que el significado más antiguo de la palabra era «área abierta en el valle». Esta interpretación es confirmada por el búlgaro župa (tumba), el polaco zupa y el ucraniano župa (mina de sal), y el antiguo eslavo župište (tumba). Como tal, el protoeslavo *župa no se derivaría de *gheu-p- (con *gheu- que significa «doblar, distorsionar»), que significa «cavidad, hoyo», que deriva de nostrático *gopa que significa «hueco, vacío». Sin embargo, Albert Bruckner sugirió la evolución opuesta; župa como derivación regresiva del título župan (para la etimología véase el artículo correspondiente), que es un préstamo de las lenguas iranias (*fsu-pāna, «pastor»).

## Uso
La división tuvo una amplia distribución y no siempre tuvo una definición institucional concreta. El término župa fue al principio la unidad territorial y administrativa de una tribu, pero luego fue solo una unidad administrativa sin características tribales. Los eslavos meridionales que se asentaron en tierras romanas hasta cierto punto adoptaron la organización estatal romana, pero conservaron su propia organización tribal. Las tribus eslavas estaban divididas en fraternidades, cada una de las cuales incluía un cierto número de familias. El territorio habitado por una tribu era un župa, y su jefe era el župan.
El zhupa era una unidad administrativa en el Primer Imperio búlgaro, una subdivisión de una unidad más grande llamada comitatus. En estos países, el equivalente de «condado» es «județ» (del latín judicium). Los croatas y los eslovacos utilizaron los términos županija y župa para los condados del Reino de Croacia y el Reino de Hungría. La traducción al alemán de la palabra para esos condados fue komitat (del latín comitatus, «condado») durante la Edad Media, pero más tarde fue gespanschaft (retomando la raíz span que anteriormente provenía de župan).

### Bosnia
La organización político-territorial en la Bosnia medieval era intrincada y compuesta en varios niveles. En este esquema, en el orden organizativo político-territorial del estado bosnio medieval, župa o parroquia era la unidad básica de la organización estatal, con la propiedad feudal en la parte inferior, seguida por el municipio de la aldea, ambos debajo de župa y el condado o zemlja arriba. con el monarca estatal en la parte superior.

### Croacia
La palabra croata župa significa tanto una unidad secular (condado) como una unidad religiosa (parroquia), gobernada por un «župan» (conde) y un «župnik» (párroco).
El estado medieval croata se dividió en once ζουπανίας (zoupanias; župas), y el ban gobernó sobre otros tres župas Krbava, Lika y Gacka).
Hoy el término županija es el nombre del gobierno regional croata, los Condados de Croacia. Los alcaldes de los condados tienen el título de župan, que generalmente se traduce como «prefecto del condado». En el siglo xix, los condados del Reino de Croacia-Eslavonia se llamaban županija. Los croatas conservaron el término župa hasta los tiempos modernos como nombre de las unidades clericales locales, parroquias de la Iglesia católica y de las iglesias protestantes. El párroco se llama župnik.

### Hungría
Hacia 1074, el župa se menciona en Hungría como -spán, también como határispánságok (marca, condado fronterizo). Los títulos derivados fueron ispán, designado por el rey por tiempo no definido, y reemplazado gradualmente por főispán en el siglo xviii-xix; megyésispán, también nominado por el rey pero que podía ser expulsado en cualquier momento; alispán era el jefe de la jurisdicción en el condado si el megyésispán no estaba disponible; várispán estaba más ligado a la «vár» (fortaleza) en Hungría en tiempos de Árpád.

### Serbia
Los serbios en la Alta Edad Media estaban organizados en župas, una confederación de comunidades de aldea (más o menos el equivalente de un condado), encabezada por un župan local (un magistrado o gobernador). Por lo tanto, el título de gran župan en Rascia en los siglos xi-xii significaba "župan supremo" de župans que gobernaban sobre župas.
El Código de Dušan (1349) nombró la jerarquía administrativa de la siguiente manera: «tierra(s), ciudad(es), župa(s) y krajište(s)», los župa(s) y krajište(s) eran uno y el mismo, con las župas en la frontera fueron llamados krajište (frontera). Los župas consistían en aldeas, y su estatus, derechos y obligaciones estaban regulados en la constitución. La nobleza gobernante poseía haciendas alodiales hereditarias, que eran trabajadas por dependientes sebri, el equivalente del griego paroico; campesinos que deben servicios laborales, formalmente obligados por decreto.
Aunque la unidad territorial hoy no se utiliza, hay una serie de župas tradicionales en Kosovo, alrededor de Prizren: Sredačka župa, Sirinićka župa, Gora, Opolje y Prizrenski Podgor. El idioma serbio mantiene la palabra en topónimos, siendo el más conocido el de Aleksandrovac.

### Eslovaquia
El término župa se popularizó en la literatura profesional eslovaca en el siglo xix como sinónimo del término eslovaco contemporáneo stolica (condado). Después del colapso de la monarquía austrohúngara, se usó como el nombre oficial de las unidades administrativas de Eslovaquia dentro de Checoslovaquia entre 1919 y 1928 y luego nuevamente en la República Eslovaca durante la Segunda Guerra Mundial entre 1940 y 1945. Hoy en día, el término se usa semioficialmente como un nombre alternativo corto para las regiones autónomas de Eslovaquia. El presidente de la región autónoma se llama semioficialmente župan.

### Eslovenia
Durante la Segunda Guerra Mundial, cuando Eslovenia se dividió entre Italia, Hungría y Alemania el 17 de abril de 1941, en la parte italiana, denominada provincia de Liubliana, la nueva administración estuvo dirigida por un Alto Comisionado italiano, pero también hubo presidentes del Consejo. de Zhupans de Liubliana: Marko Natlačen (1941), Leon Rupnik (1942-1943).